# Journal of Cutaneous Medicine and Surgery
Das Journal of Cutaneous Medicine and Surgery, abgekürzt J. Cutan. Med. Surg., ist eine wissenschaftliche Fachzeitschrift, die vom SAGE-Verlag im Auftrag der veröffentlicht wird. Die Zeitschrift erscheint mit sechs Ausgaben im Jahr. Es werden Arbeiten veröffentlicht, die sich mit der Biologie der Haut und dermatologischen Fragestellungen beschäftigen.
Der Impact Factor lag im Jahr 2014 bei 0,935. Nach der Statistik des ISI Web of Knowledge wird das Journal mit diesem Impact Factor in der Kategorie Dermatologie an 48. Stelle von 63 Zeitschriften geführt.